# Gedeón Guardiola
Gedeón Guardiola Villaplana (* 1. Oktober 1984 in Petrer, Provinz Alicante) ist ein spanischer Handballspieler, der auf der Spielposition am Kreis eingesetzt wird.

## Vereinskarriere
Gedeón Guardiola begann in Spanien seiner Heimatstadt beim BM Petrer mit dem Handball. Von 2001 bis 2005 spielte er beim BM Valencia, mit dem er in der Saison 2002/2003 in der Liga Asobal, Spaniens höchster Spielklasse, debütierte und in der Saison 2003/04 am EHF-Pokal teilnahm. Von 2007 bis 2008 lief er für den SD Teucro, von 2008 bis 2009 für Naturhouse La Rioja und von 2009 bis 2012 für SDC San Antonio auf. Er bestritt bis 2012 acht Spielzeiten in der Liga Asobal, war dabei in 208 Partien eingesetzt und warf 437 Tore.
Zur Saison 2012/13 wechselte der 1,99 Meter große Kreisläufer nach Deutschland zum Bundesligisten Rhein-Neckar Löwen, wo er bis 2014 gemeinsam mit seinem Zwillingsbruder Isaías Guardiola spielte. Mit den Löwen wurde er in der Saison 2012/2013 EHF-Pokalsieger; im Oktober 2014 verlängerte er seinen Vertrag vorzeitig bis 2018. Ab der Saison 2020/21 stand er beim TBV Lemgo unter Vertrag. Nachdem sein 2023 auslaufender Vertrag mit dem TBV Lemgo nicht verlängert worden war wechselte er zur Saison 2023/24 zum HC Erlangen. In den zwölf Spielzeiten in der Bundesliga stand er in 366 Spielen auf dem Feld und warf insgesamt 465 Tore.
Im Februar 2024 verließ er Erlangen auf eigenen Wunsch, um nach Spanien zurückzukehren. Er erhielt einen Vertrag beim Erstligisten Club Balonmano Nava für den Rest der Saison 2023/2024 und bis 2025. Im März 2025 kündigte er sein Karriereende nach der Saison 2024/2025 an.

## Auswahlmannschaften
Guardiola wurde am 27. März 2002 erstmals für die spanische Jugendauswahl eingesetzt. In insgesamt fünf Spielen mit der Jugendnationalmannschaft erzielte er sieben Tore.
Mit der Juniorennationalmannschaft Spaniens stand er erstmals am 9. Januar 2004 auf dem Platz. Mit ihr nahm er an der U-20-Europameisterschaft 2004 und an der U-21-Weltmeisterschaft 2005 teil. In 29 Spielen warf er 17 Tore für das spanische Juniorenteam.
Er debütierte am 3. November 2011 beim Supercup in der spanischen A-Nationalmannschaft. Er stand im Aufgebot bei der Europameisterschaft 2012 und bei den Olympischen Spielen 2012 in London. Mit der Mannschaft wurde er Weltmeister bei der Weltmeisterschaft 2013, bei der Europameisterschaft 2014 in Dänemark gewann er Bronze. Bei der Europameisterschaft 2018 und Europameisterschaft 2020 wurde er mit der spanischen Mannschaft Europameister. Mit der spanischen Auswahl gewann er bei den Olympischen Spielen in Tokio Bronze, bei der Europameisterschaft 2022 die Silbermedaille; er bestritt alle neun Spiele und warf fünf Tore. Mit der spanischen Auswahl zur Weltmeisterschaft 2023 gewann er die Bronzemedaille. Er verletzte sich während der ersten Vorbereitungswoche für die Olympischen Spiele 2024.
Guardiola bestritt bis Mai 2024 insgesamt 203 Länderspiele für Spaniens A-Auswahl und warf darin 238 Tore.

## Trainer
Nach dem Ende seiner aktiven Karriere im Sommer 2025 wird Guardiola das Training des spanischen Drittligisten Balonmano Elda Centro Excursionista Eldense (BM Elda CEE) übernehmen.

## Erfolge
- Weltmeister 2013
- Europameister 2018 und 2020
- Silber bei der Europameisterschaft 2022
- Bronze bei den Olympischen Spielen 2020
- EHF-Pokal-Sieger 2013 mit den Rhein-Neckar Löwen
- Deutscher Meister 2016 und 2017 mit den Rhein-Neckar Löwen
- DHB-Pokal 2018 mit den Rhein-Neckar Löwen und 2020 (nachträglich) mit dem TBV Lemgo
- DHB-Supercup 2016, 2017 und 2018 mit den Rhein-Neckar-Löwen

## Auszeichnungen
Im November 2022 wurde er als bester Sportler (Mejor Deportista Masculino) des Jahres 2021 in der Provinz Alicante ausgezeichnet.

## Privates
Sein Zwillingsbruder Isaías Guardiola spielt ebenfalls Handball.